# سبال صغير

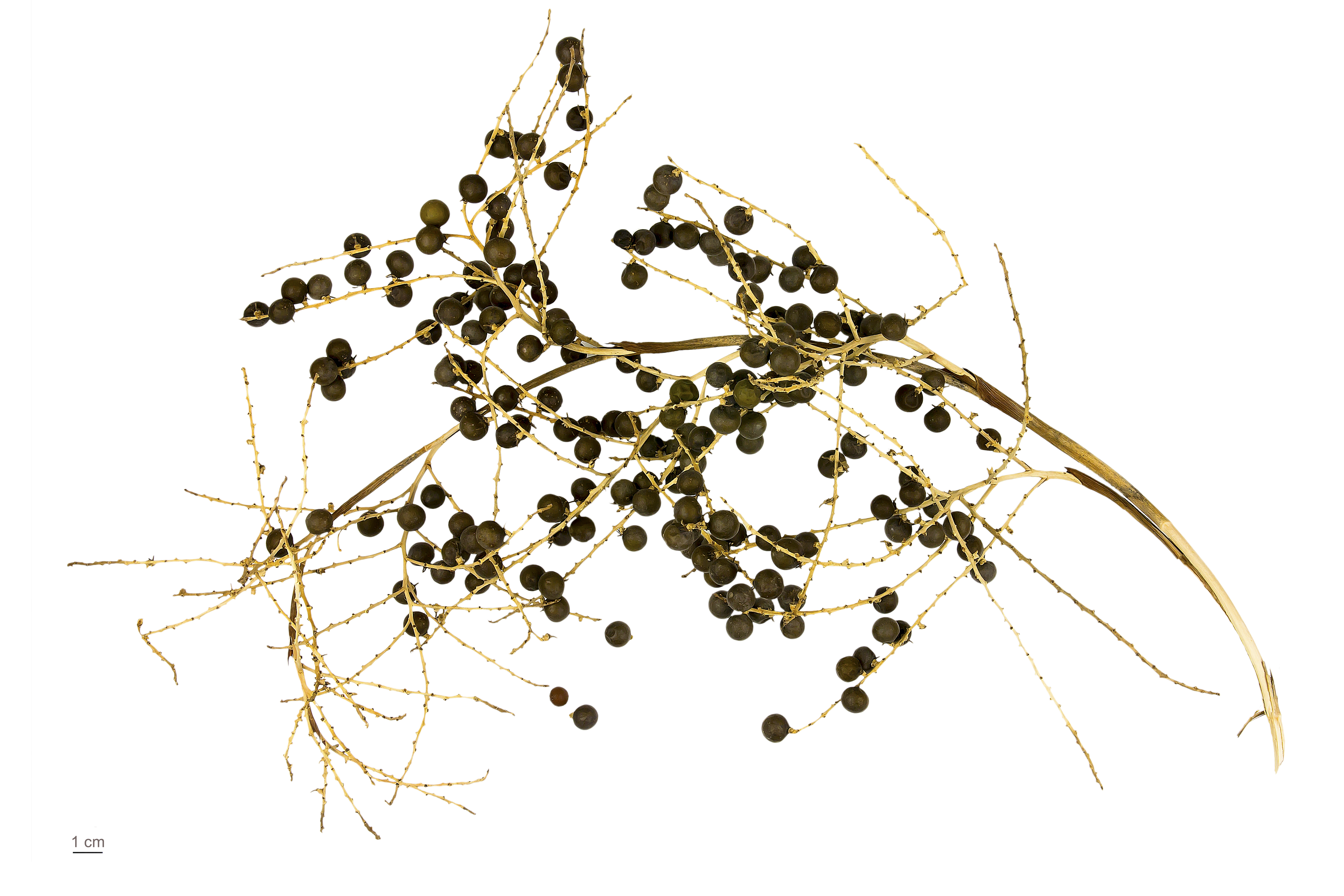
Sabal minor

سبال صغير أو أدنسون أو أمرط (الاسم العلمي: Sabal minor) هو نوع نباتي يتبع جنس السبال من فصيلة الفوفلية.